# Europium(III)-oxid-sulfid
Europium(III)-oxid-sulfid (Eu2O2S) ist eine Verbindung aus Europium, Sauerstoff und Schwefel, wobei Europium als Kation in der Oxidationsstufe +3 und Sauerstoff und Schwefel als Anion in der Oxidationsstufe −2 vorliegt.

## Gewinnung und Darstellung
Europium(III)-oxid-sulfid wird aus Europium(III)-oxid (Eu2O3), das in einem Korundschiffchen platziert wird und in einem Strom aus Kohlenstoffdisulfid (CS2) und Argon bei 573 K für 24 Stunden zur Reaktion gebracht wird.

## Eigenschaften
Europium(III)-oxid-sulfid kristallisiert trigonal in der Raumgruppe P3m1 (Raumgruppen-Nr. 164) mit den Gitterparametern a = 387,1(1), c = 668,5(2) pm mit einer Formeleinheit pro Elementarzelle.
Europium(III)-oxid-sulfid reagiert an Luft ab 750 °C zu Europium(III)-oxid-sulfat (Eu2O2[SO4]), welches sich ab ca. 1090 °C beginnt zum Oxid zu zersetzen.
Die optische Bandlücke für Europium(III)-oxid-sulfid beträgt 4,4 eV und ist ein Isolator, seine Leitfähigkeit beträgt weniger als 10−8 S∙cm−1.